# Brusyliw
Brusyliw (ukr. Брусилів), Brusiłów – osiedle na Ukrainie, w obwodzie żytomierskim, w rejonie żytomierskim, nad rzeką Zdwyż, dopływem Teterewa, siedziba hromady.

## Historia
Pierwsza wzmianka pochodzi z 1543 roku. Było to prywatne miasto szlacheckie. W 1865 roku, w ramach represji po powstaniu styczniowym skasowano miejscowy klasztor kapucynów, założony przez Feliksa Czackiego.
Siedziba dawnej gminy Brusiłow w ujeździe radomyskim guberni kijowskiej.
Status osiedla typu miejskiego posiada od 1979 roku.
W 2013 liczyło 4958 mieszkańców.

## Zabytki
We wsi znajdują się: 
- pozostałości barokowego kościoła i klasztoru kapucynów (1787),

- wały zamku,
- 2 kurhany w północno-wschodniej części wsi

## Znane osoby
W Brusyliwie urodził się Iwan Ohijenko – ukraiński slawista, założyciel i pierwszy rektor Ukraińskiego Uniwersytetu Państwowego w Kamieńcu Podolskim, później metropolita prawosławny diecezji Winnipeg w Kanadzie.